# Ivan Ohlson
Ivan Ohlson, född 11 november 1906 i Enskede, Brännkyrka (i nuvarander stadsdelen Gamla Enskede), död 9 januari 1962 i Kungsholms församling, var verksam inom arbetarrörelsen.
Ivan Ohlson blev 1928 SSU:s studieledare och ledamot i förbundets verkställande utskott. Ohlson arbetade för att SSU skulle ha en förbundsskola, och initierade köpet av Bommersvik år 1937.
Ivan Ohlson var också aktiv vid bildandet av Reso AB, "Folkrörelsernas res- och semesterorganisation", och blev 1937 företagets första verkställande direktör. Målet var enligt honom själv att skapa en "luftbro för svenska arbetarfamiljer till sol och värme".